# Nekropole von Brodu

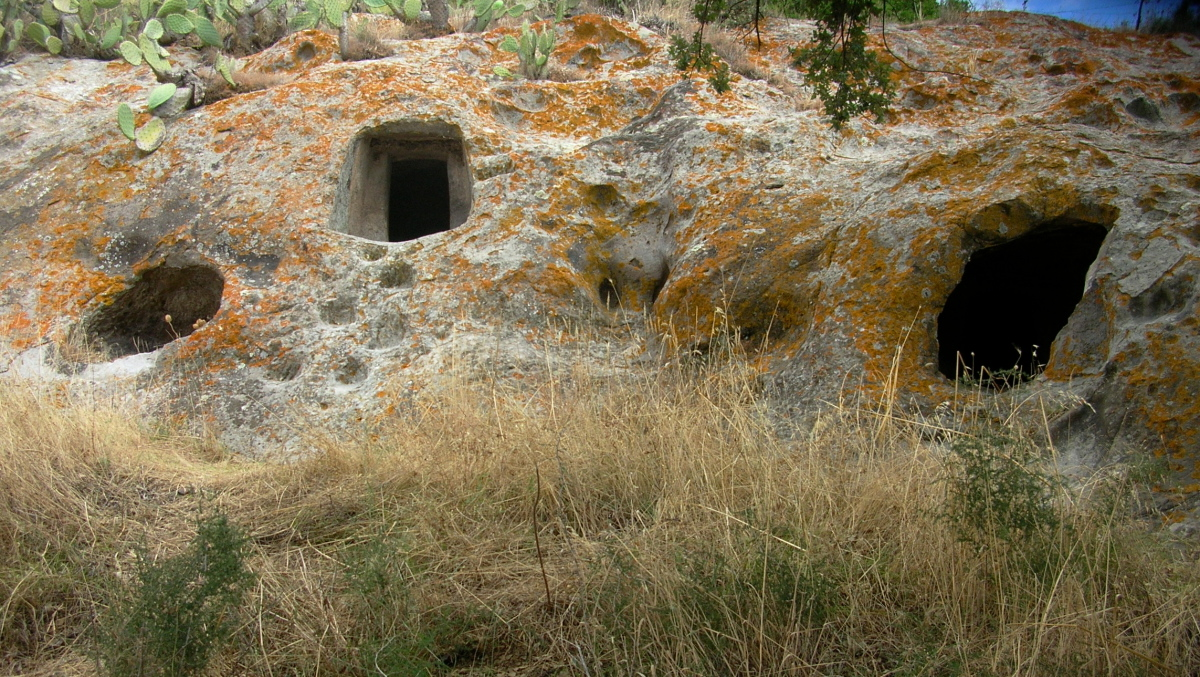
Nekropole von Brodu

Die Nekropole von Brodu liegt bei Oniferi in der Provinz Nuoro auf Sardinien. Die Nekropole bestand einst aus vier Domus de Janas, von denen aber nur zwei gut erhalten sind. Die Felsgräber der Ozieri-Kultur sind durch ihre rote Ausmalung, ihre Stierreliefs aber auch unter architektonischen Gesichtspunkten interessant. 

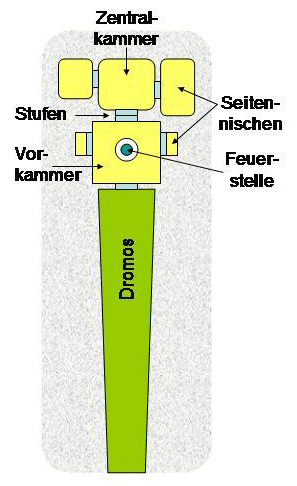
Prinzipskizze

Durch Dromoi gelangt man in eine kleine Vorkammer und von dort in eine zentrale Halle. Über dem Eingang zur Grabkammer, der aus einem erhabenen Türrahmen besteht, befindet sich ein stilisiertes Flachrelief aus übereinander liegenden „Stierprotome“. Von der zentralen Kammer erreicht man weitere kleinere Zellen. 
Die Nuraghe Brodu liegt auf dem nahen Trachythügel, der die Umgebung dominiert. Ihre Außenmauer hat auf der einen Seite eine große Lücke und der gesamte Turm ist teilweise eingestürzt. 
Die benachbarte Nuraghe Ola ist eine Nuraghe aus verschiedenen Baumaterialien. Sie ist bekannt dafür, dass anlässlich der Sommersonnenwende mittags ein Sonnenstrahl durch das Scheitelloch des Tholos dringt, um eine Nische am Fuß des Raumes zu beleuchten. 